# Dulichia falcata
Dulichia falcata är en kräftdjursart som först beskrevs av Charles Spence Bate 1857.  Dulichia falcata ingår i släktet Dulichia och familjen Podoceridae. Arten är reproducerande i Sverige. Inga underarter finns listade i Catalogue of Life.